# 利謝爾山
47°17′45″N 10°10′47″E / 47.29583°N 10.17972°E

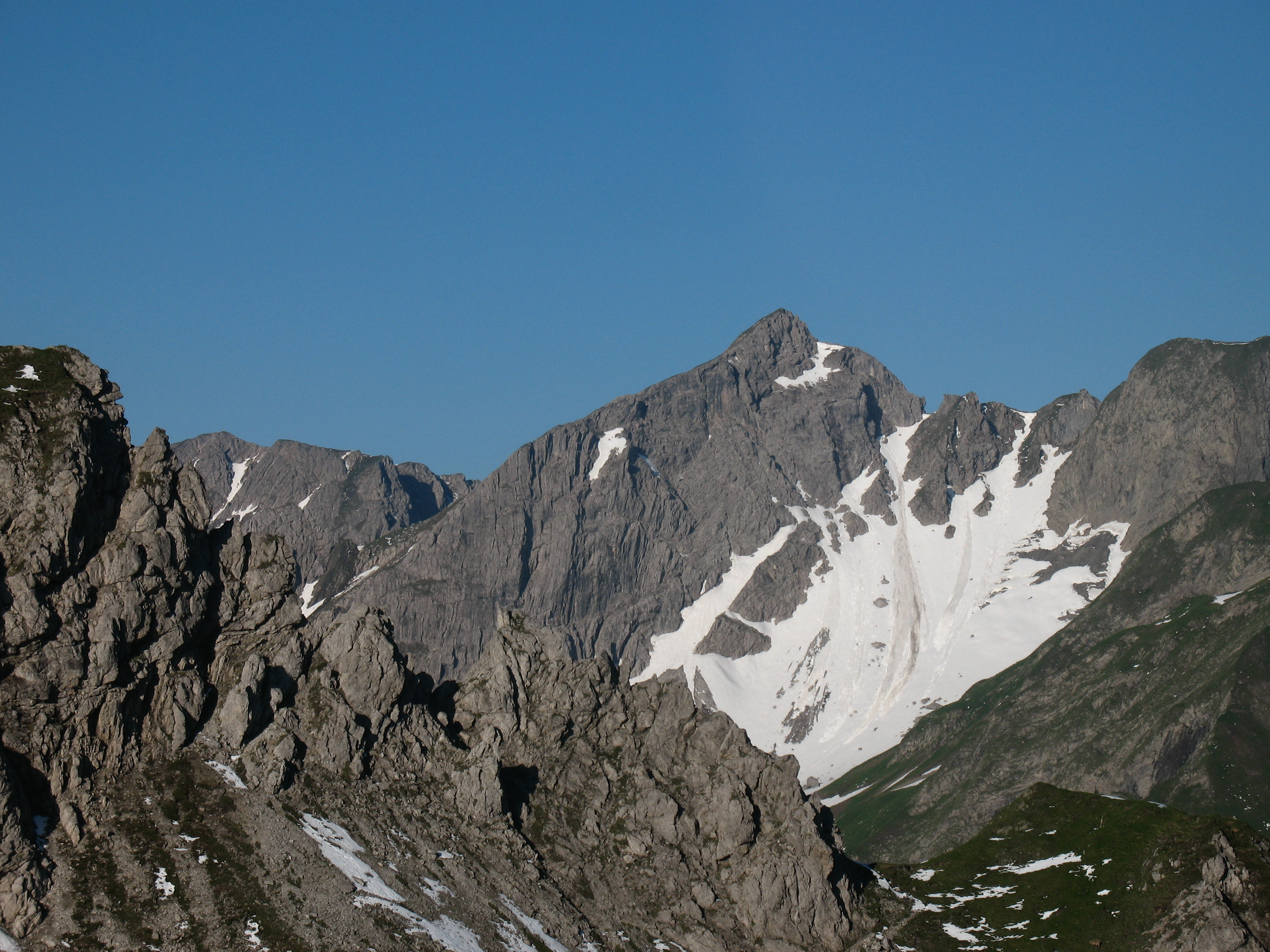

利謝爾山（德語：Liechelkopf），是德國的山峰，位於該國東南部，由巴伐利亞負責管轄，屬於阿爾高阿爾卑斯山脈的一部分，距離埃爾弗山0.7公里，海拔高度2,384米，每年平均降雨量1,730毫米。